# Earls Barton
Earls Barton est un village et une paroisse civile du Northamptonshire, en Angleterre. Il est situé à huit kilomètres environ au nord-est de la ville de Northampton. Administrativement, il relève de l'autorité unitaire du North Northamptonshire. Au moment du recensement de 2011, il comptait 5 387 habitants.

## Étymologie
Le nom Barton dérive du vieil anglais bere-tūn ou baer-tūn, désignant une ferme où l'on cultive l'orge ou une grange où l'on stocke le grain. Il est attesté dans le Domesday Book sous la forme Bartone. L'ajout du préfixe Earls remonte au XIIe siècle et fait référence au comte de Huntingdon, propriétaire du manoir local. On trouve une attestation du nom Erlesbarton en 1261.